# モイスキンパッド
モイスキンパッドとは、褥瘡、創傷または熱傷の被覆材・外科用パッドのひとつ。白十字の製造する一般医療機器。
以下の3層を接着剤もしくは熱圧着で一枚のシートに一体化したもの。
- 創傷に触れる面(内側面)：ポリエチレンテレフタレートまたはポリエチレン
- 中間の吸収剤：レーヨン・紙・高吸水性樹脂(吸水性ポリマー)
- 防水材(外側面)：ポリエチレン・ポリプロピレン

この一枚ずつを滅菌のうえ、個包装している。

## 使用目的、効能または効果
創傷面・熱傷面を被覆・保護する。

## 特徴
ガーゼやソフラチュールと異なり、創面に固着しにくい。創傷・熱傷の湿潤療法や褥瘡の治療にしばしば用いられる。シートでは創面に密着できず、必要なら軟膏を併用する。
- コミックでも紹介されたこともある。[2]

## 関連事項
- バンドエイドキズパワーパッド
- プラスモイスト
- ワセリン
- プラスチベース
- 鳥谷部俊一